# El discreto encanto de la burguesía
El Discreto Encanto De La Burguesía (francés: Le Charme Discret De La Bourgeoisie) es una película de comedia satírica surrealista hispano-itala-francesa de 1972 dirigida por el cineasta hispano-mexicano Luis Buñuel. Los actores principales son Fernando Rey, Jean-Pierre Cassel, Paul Frankeur, Delphine Seyrig, Stéphane Audran y Bulle Ogier.
Como en muchos de los largometrajes que realizó Buñuel, se pueden observar algunas escenas con características propias del surrealismo.La película consta de varias escenas temáticamente relacionadas: cinco reuniones de un grupo de amigos burgueses y los cuatro sueños de diferentes personajes. El inicio de la película se centra en las tertulias, mientras que la última parte se centra en los sueños, pero ambos tipos de escenas se entrelazan. También hay escenas que involucran a otros personajes, como dos que involucran a una terrorista latinoamericana de la ficticia "República de Miranda" . El mundo de la película no es lógico : los acontecimientos extraños son aceptados por los personajes, incluso si son imposibles o contradictorios. 
La película ganó el Oscar en 1972 a la mejor película extranjera. 
Coproducción franco-hispano-italiana, Buñuel deseaba filmar la película en España, pero no pudo debido a la censura franquista. Es considerada una de las obras maestras del cine mundial y una de las más aclamadas del cine de Buñuel.

## Argumento
Don Rafael Acosta embajador de Miranda, el matrimonio Thévenot, y Florence la hermana de Madame Thévenot, están invitados a cenar en casa del matrimonio Sénechal. Sin embargo, hay una confusión, y Monsieur Sénechal ha salido rumbo a otra cita. Como alternativa, se proponen ir a un restaurante cercano, pero al llegar se dan cuenta de que el dueño del establecimiento ha muerto. A partir de este momento, las reuniones entre este selecto grupo de burgueses se verán interrumpidas por una serie de eventos extraordinarios, algunos reales y otros producto de su imaginación. La alternancia entre lo real y lo onírico produce giros inesperados en la trama, en la que intervienen otros personajes como militares, un obispo, policías, guerrilleros y campesinos, todos causantes de interrupciones durante los frustrados intentos de los seis primeros por sentarse a comer y disfrutar del encanto de ser burgueses.

## Reparto
- Fernando Rey: Rafael Dacosta
- Paul Frankeur (1905 - 1974): François Thévenot
- Delphine Seyrig: Simone Thévenot
- Bulle Ogier: Florence
- Jean-Pierre Cassel: Henri Sénéchal
- Stéphane Audran: Alice Sénéchal
- Julien Bertheau: el obispo
- François Maistre (n. 1925): el comisario
- Claude Piéplu (1923 - 2006): el coronel
- Michel Piccoli: el ministro del interior
- Georges Douking (1902 - 1987): el jardinero
- Robert Le Béal (1915 - 1996): el sastre
- Bernard Musson (1925 - 2010): el sirviente
- Muni (Marguerite Dupuy: 1929 - 1999): la campesina
- Milena Vukotic (n. 1938): la buena
- Pierre Maguelon (1933 - 2010): el brigadier sangriento
- Alix Mahieux (Alix, Odette, Marie Mahieux: n. 1923)
- Maxence Mailfort (n. 1949): el sargento joven que cuenta un sueño
- Anne-Marie Deschott
- Robert Benoît (n. 1943)
- Christian Baltauss
- Robert Party (1924 - 2011)
- Jacques Rispal (1923 - 1986)
- Amparo Soler Leal
- Diane Vernon
- Ellen Bahl
- Pierre Lary (n. 1928)
- François Guilloteau
- Sébastien Floche
- Jean Degrave (1921 - 1993)
- Jean Revel
- Maria Gabriella Maione (llamada también Gabriella Maione y Gabriella Frankel): la "terrorista"
- Jean-Michel Dhermay
- Christian Pagès: el hombre joven torturado en la comisaría

## Premios
29.ª edición de las Medallas del Círculo de Escritores Cinematográficos
| Año  | Premios de entrega                  | Categoría                          | Candidato/a                         | Resultado  |
| ---- | ----------------------------------- | ---------------------------------- | ----------------------------------- | ---------- |
| 1974 | Premios BAFTA                       | Mejor Película                     | El discreto encanto de la burguesía | Candidata  |
| 1974 | Premios BAFTA                       | Mejor Director                     | Luis Buñuel                         | Candidato  |
| 1974 | Premios BAFTA                       | Mejor Actriz                       | Stéphane Audran                     | Ganadora   |
| 1974 | Premios BAFTA                       | Mejor Guion Original               | Luis Buñuel, Jean-Claude Carrière   | Ganadores  |
| 1974 | Premios BAFTA                       | Mejor Música de Película           | Guy Villette, Luis Buñuel           | Candidatos |
| 1974 | Nastro d'Argento                    | Mejor Director Extranjero          | Luis Buñuel                         | Candidato  |
| 1973 | Premios Oscar                       | Mejor Película de Habla no Inglesa | El discreto encanto de la burguesía | Ganadora   |
| 1973 | Premios Oscar                       | Mejor Guion Original               | Luis Buñuel, Jean-Claude Carrière   | Candidatos |
| 1973 | Premios Globos de Oro               | Mejor Película Extranjera          | El discreto encanto de la burguesía | Candidata  |
| 1973 | Sindicatos del Cine Francés         | Prix Méliès                        | El discreto encanto de la burguesía | Ganadora   |
| 1973 | New York Film Critics Circle Awards | Mejor Director                     | Luis Buñuel                         | Candidato  |
| 1973 | New York Film Critics Circle Awards | Mejor Guion                        | Luis Buñuel, Jean-Claude Carrière   | Candidatos |
| 1972 | National Board of Review            | Top Película Extranjera            | El discreto encanto de la burguesía | Ganadora   |
| 1972 | New York Film Critics Circle Awards | Mejor Película                     | El discreto encanto de la burguesía | Ganadora   |
| 1972 | New York Film Critics Circle Awards | Mejor Director                     | Luis Buñuel                         | Ganador    |
| 1972 | New York Film Critics Circle Awards | Mejor Guion                        | Luis Buñuel, Jean-Claude Carrière   | Candidatos |